# 建塘镇
建塘镇（藏語：རྒྱལ་ཐང་གྲོང་བརྡལ།），是中华人民共和国云南省迪庆藏族自治州香格里拉市下辖的一个乡镇级行政单位。

## 行政区划
建塘镇下辖以下地区：
尼史社区、金龙社区、北门社区、仓房社区、诺西社区、北郊社区、建塘社区、红坡村、吉迪村和解放村。

## 中国传统村落
2013年8月，小街子村被评为第二批中国传统村落。